# Peter Lübeke
Peter Lübeke (Perleberg, 26 novembre 1952 – 22 luglio 2022) è stato un calciatore tedesco, di ruolo centrocampista o attaccante.